# Боб Макнаб
Боб Макнаб (англ. Bob McNab, нар. 20 липня 1943, Гаддерсфілд) — англійський футболіст, що грав на позиції захисника. По завершенні ігрової кар'єри — тренер.
Виступав, зокрема, за клуб «Арсенал», а також національну збірну Англії.
Чемпіон Англії. Володар Кубка Англії. Володар Кубка ярмарків.

## Клубна кар'єра
У дорослому футболі дебютував 1963 року виступами за команду «Гаддерсфілд Таун», у якій провів три сезони, взявши участь у 68 матчах чемпіонату. 
Своєю грою за цю команду привернув увагу представників тренерського штабу клубу «Арсенал», до складу якого приєднався 1967 року. Відіграв за «канонірів» наступні вісім сезонів своєї ігрової кар'єри. Більшість часу, проведеного у складі лондонського «Арсенала», був основним гравцем захисту команди. За цей час виборов титул чемпіона Англії, ставав володарем Кубка Англії, володарем Кубка ярмарків.
Згодом з 1975 по 1978 рік грав у складі команд «Вулвергемптон», «Сан-Антоніо Тандер» та «Барнет».
Завершив ігрову кар'єру у команді «Ванкувер Вайткепс», за яку виступав протягом 1979 року.

## Виступи за збірну
У 1968 році дебютував в офіційних матчах у складі національної збірної Англії.
Загалом протягом кар'єри в національній команді, яка тривала 2 роки, провів у її формі 4 матчі.

## Кар'єра тренера
Розпочав тренерську кар'єру, повернувшись до футболу після тривалої перерви, 1999 року, очоливши тренерський штаб клубу «Портсмут». Наразі досвід тренерської роботи обмежується цим клубом.

## Титули і досягнення
- Чемпіон Англії (1):

«Арсенал»: 1970-1971
- Володар Кубка Англії (1):

«Арсенал»: 1970-1971
- Володар Кубка ярмарків (1):

«Арсенал»: 1969-1970